# Mirai (malware)
Mirai (Japans: 未来, 'toekomst') is een computervirus gericht op slecht beveiligde apparaten verbonden aan het 'internet der dingen' die op Linux werken, met als doel het gebruik voor een grootschalig botnet. De voornaamste doelwitten van Mirai zijn home gateways en IP-camera's.
Het virus werd in augustus 2016 ontdekt door de groep MalwareMustDie. Aanvankelijk werd Mirai vooral gebruikt voor het afpersen van eigenaren van Minecraft-servers. Rond september en oktober 2016 werd Mirai gebruikt voor zeer grootschalige DDoS-aanvallen, gericht op onder andere computerveiligheidsspecialist Brian Krebs en DNS-providers OVH en Dyn.
De naam van het virus is Japans voor "toekomst". Volgens "Anna-Senpai", de auteur, is het virus vernoemd naar de anime Mirai Nikki.